# Sebastián Driussi
Sebastián Driussi (Buenos Aires, 9 febbraio 1996) è un calciatore argentino, attaccante del River Plate.

## Biografia
Possiede il passaporto italiano in virtù delle radici della famiglia paterna, emigrata in Argentina da Morsano al Tagliamento.

## Caratteristiche tecniche
È una prima punta molto duttile che predilige svariare su tutto il fronte d'attacco, dotato di una buona tecnica individuale e agilità coadiuvate da un'ottima forza fisica. In alcune occasioni ha giocato anche da ala sinistra in un tridente offensivo, all'Austin FC invece è solito ricoprire il ruolo di trequartista dove può sfruttare le sue ottime capacità tecniche e la sua abilità negli inserimenti offensivi oltre a risultare un buon uomo assist

## Carriera

### Club

#### River Plate
Inizia la carriera nel River Plate, dove svolge tutta la trafila delle giovanili fino a esordire in prima squadra.
Debutta in prima squadra, a soli 17 anni, il 2 dicembre 2013 nella partita di Primera División vinta per 1-0 contro l'Argentinos Juniors.
Complessivamente nelle prime tre stagioni da professionista scende in campo in 38 occasioni mettendo a segno 4 reti per quanto riguarda il campionato, mentre per quanto riguarda la Coppa Libertadores è sceso in campo nove volte invece, per quanto concerne la Coppa Sudamericana, ha messo a segno 1 goal in 5 presenze.

#### Zenit San Pietroburgo
L'8 luglio 2017 viene acquistato dallo Zenit San Pietroburgo per 15 milioni di euro, con il quale firma un contratto quadriennale. Il 22 luglio seguente realizza una doppietta nella partita interna vinta per 2-1 contro il Rubin.
Il 26 luglio 2021 non rinnova il suo contratto con il club russo.

#### Austin
Il 29 luglio 2021 firma per gli statunitensi dell'Austin FC.
Ritorno al River Plate
Il 17 gennaio 2025 ritorna al River Plate per 9,75 milioni di euro.

#### Nazionale
Ha militato tra il 2013 e il 2017 nelle nazionali giovanili argentine, rispettivamente, dell'Under-17 e dell'Under-20.

## Statistiche

### Presenze e reti nei club
Statistiche aggiornate al 17 agosto 2025.
| Stagione           | Squadra            | Campionato         | Campionato | Campionato | Coppe nazionali | Coppe nazionali | Coppe nazionali | Coppe continentali | Coppe continentali | Coppe continentali | Altre coppe | Altre coppe | Altre coppe | Totale | Totale |
| Stagione           | Squadra            | Comp               | Pres       | Reti       | Comp            | Pres            | Reti            | Comp               | Pres               | Reti               | Comp        | Pres        | Reti        | Pres   | Reti   |
| ------------------ | ------------------ | ------------------ | ---------- | ---------- | --------------- | --------------- | --------------- | ------------------ | ------------------ | ------------------ | ----------- | ----------- | ----------- | ------ | ------ |
| 2013-2014          | River Plate        | PD                 | 2          | 0          | CA              | 3               | 0               | -                  | -                  | -                  | -           | -           | -           | 5      | 0      |
| 2014               | River Plate        | PD                 | 10         | 0          | CA              | 0               | 0               | CS                 | 5                  | 1                  | -           | -           | -           | 15     | 1      |
| 2015               | River Plate        | PD                 | 18         | 4          | CA              | 0               | 0               | CS+CL              | 3+5                | 0                  | SA+SBC+Cmc  | 1+1+1       | 0           | 29     | 4      |
| 2016               | River Plate        | PD                 | 8          | 0          | CA              | 6               | 2               | CL                 | 4                  | 0                  | RS          | 2           | 1           | 20     | 3      |
| 2016-2017          | River Plate        | PD                 | 29         | 17         | CA              | 0               | 0               | CL                 | 6                  | 3                  | SA          | 1           | 0           | 36     | 20     |
| 2017-2018          | Zenit              | PL                 | 27         | 5          | KR              | 1               | 0               | UEL                | 12                 | 1                  | -           | -           | -           | 40     | 6      |
| 2018-2019          | Zenit              | PL                 | 27         | 11         | KR              | 1               | 1               | UEL                | 14                 | 1                  | -           | -           | -           | 42     | 13     |
| 2019-2020          | Zenit              | PL                 | 25         | 4          | KR              | 2               | 0               | UCL                | 5                  | 0                  | SR          | 1           | 0           | 33     | 4      |
| 2020-2021          | Zenit              | PL                 | 16         | 1          | KR              | 0               | 0               | UCL                | 5                  | 1                  | SR          | 1           | 0           | 22     | 2      |
| Totale Zenit       | Totale Zenit       | Totale Zenit       | 95         | 21         |                 | 4               | 1               |                    | 36                 | 3                  |             | 2           | 0           | 137    | 25     |
| 2021               | Austin FC          | MLS                | 17         | 5          | -               | -               | -               | -                  | -                  | -                  | -           | -           | -           | 17     | 5      |
| 2022               | Austin FC          | MLS                | 34+3       | 22+3       | USOC            | 1               | 0               | -                  | -                  | -                  | -           | -           | -           | 38     | 25     |
| 2023               | Austin FC          | MLS                | 28         | 11         | USOC            | 0               | 0               | CCL                | 1                  | 2                  | LC          | 1           | 0           | 30     | 13     |
| 2024               | Austin FC          | MLS                | 27         | 7          | USOC            | 0               | 0               | -                  | -                  | -                  | LC          | 3           | 1           | 30     | 8      |
| Totale Austin FC   | Totale Austin FC   | Totale Austin FC   | 106+3      | 45+3       |                 | 1               | 0               |                    | 1                  | 2                  |             | 4           | 1           | 115    | 51     |
| 2025               | River Plate        | PD                 | 14+1       | 5+0        | CA              | 0               | 0               | CL                 | 7                  | 3                  | SI+CmC      | 1+1         | 0+1         | 25     | 9      |
| Totale River Plate | Totale River Plate | Totale River Plate | 81+1       | 26         |                 | 9               | 2               |                    | 30                 | 7                  |             | 8           | 2           | 129    | 37     |
| Totale carriera    | Totale carriera    | Totale carriera    | 286        | 95         |                 | 14              | 3               |                    | 67                 | 12                 |             | 14          | 3           | 381    | 113    |

## Palmarès

### Club

#### Competizioni nazionali
- Campionato argentino: 1

River Plate: 2013-2014
- Coppa d'Argentina: 1

River Plate: 2015-2016
- Campionato russo: 3

Zenit San Pietroburgo: 2018-2019, 2019-2020, 2020-2021
- Coppa di Russia: 1

Zenit San Pietroburgo: 2019-2020
- Supercoppa di Russia: 1

Zenit San Pietroburgo: 2020

#### Competizioni internazionali
- Coppa Sudamericana: 1

River Plate: 2014
- Coppa Libertadores: 1

River Plate: 2015
- Recopa Sudamericana: 2

River Plate: 2015, 2016
- Coppa Suruga Bank: 1

River Plate: 2015

### Nazionale
- Campionato sudamericano Under-17: 1

Argentina 2013
- Campionato sudamericano Under-20: 1

2015

### Individuale
- MLS Best XI: 1

2022